# Портер, Терри (звукорежиссёр)
Терри Портер (англ. Terry Porter; род. 11 августа 1954, Глендейл) — американский звукорежиссёр. Четырёхкратный номинант на премию «Оскар» в категории «Лучший звук». Работал более чем над 200 фильмами.

## Карьера
Первая работа — телефильм 1980 года «Янтарные волны».
Номинировался на премию «Оскар» четыре раза. Работал над такими фильмами, как «Красавица и Чудовище», «Аладдин», «Динозавр», «Опус мистера Холланда», «Чумовая пятница», «Король Лев», за который он номинировался на премию BAFTA за лучший звук с Мэлом Меткалфом, Дэвидом Дж. Хадсоном, и Доком Кейном. Номинант на премию «Спутник» за фильм «Сквозь снег». Также является лауреатом двух премий «Эмми».

## Избранная фильмография
- Звёздный путь IV: Дорога домой (1986)[8]
- Доброе утро, Вьетнам (1987)
- Человек дождя (1988)
- Русалочка (1989)
- Фантазия (реставрация, 1990)[9]
- Спасатели в Австралии (1990)
- Красавица и Чудовище (1991)[10]
- Аладдин (1992)[11]
- Дорога домой: Невероятное путешествие (1993)
- Три мушкетёра (1993)
- Король Лев (1994)
- Гость (1995)
- Покахонтас (1995)
- Операция «Дамбо» (1995)
- Мёртвые президенты (1995)
- Горбун из Нотр-Дама (1996)
- Дорога домой 2: Затерянные в Сан-Франциско (1996)
- 101 далматинец (1996)
- Городская полиция (1997)
- Геркулес (1997)
- Джордж из джунглей (1997)
- Человек-ракета (1997)
- Мулан (1998)
- Святоша (1998)
- Тарзан (1999)
- Инспектор Гаджет (1999)
- Динозавр (2000)
- Малыш (2000)
- Похождения императора (2000)
- Атлантида: Затерянный мир (2001)
- Лило и Стич (2002)
- Планета сокровищ (2002)
- Братец медвежонок (2003)
- Не бей копытом (2004)
- Хроники Нарнии: Лев, колдунья и волшебный шкаф (2005)[12]